# Els Calderers

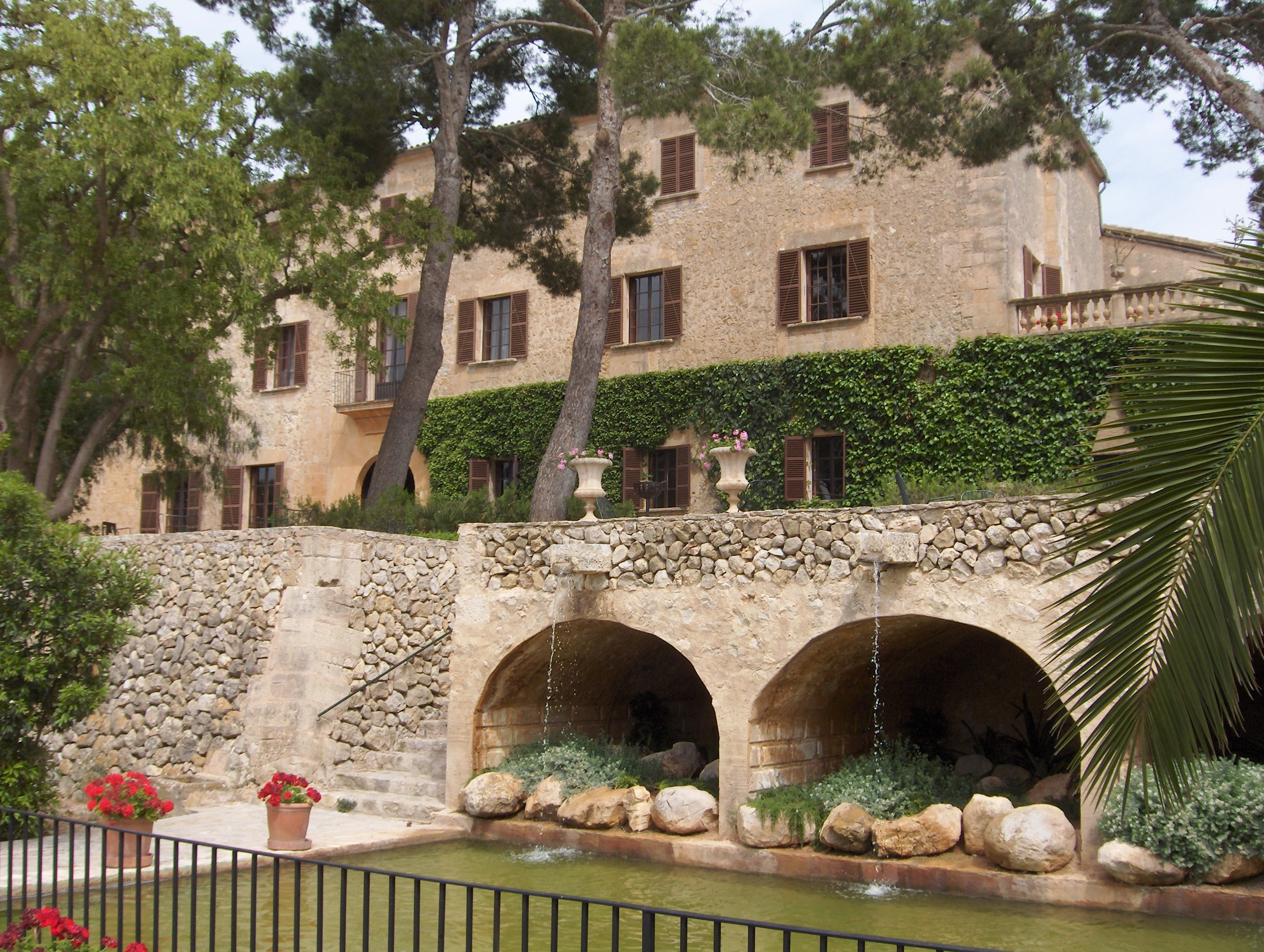
Das Hauptgebäude

Els Calderers ist ein ehemaliger Herrensitz auf Mallorca und wird heutzutage als Freilichtmuseum genutzt, in dem noch original eingerichtete Räumlichkeiten besichtigt werden können. Es liegt in der Gemeinde Sant Joan und wurde zu Füßen der Einsiedelei des Puig de Bonany erbaut.

## Geschichte
Das Landhaus fand erstmals im Jahr 1285 unter dem Namen der Besitzerfamilie Calderers urkundliche Erwähnung. Im 13. Jahrhundert übernahm die Adelsfamilie Verí den Sitz. Die Weinstöcke stellten die wichtigste Einnahmequelle dar, bis die Weinstöcke wegen Reblausbefall durch Getreideanbau ersetzt wurden. Mit dem Bau des heutigen Hauptgebäudes wurde im Jahr 1750 begonnen; das Gebäude wurde bis ins frühe 19. Jahrhundert kontinuierlich erweitert.

## Architektur und Einrichtung

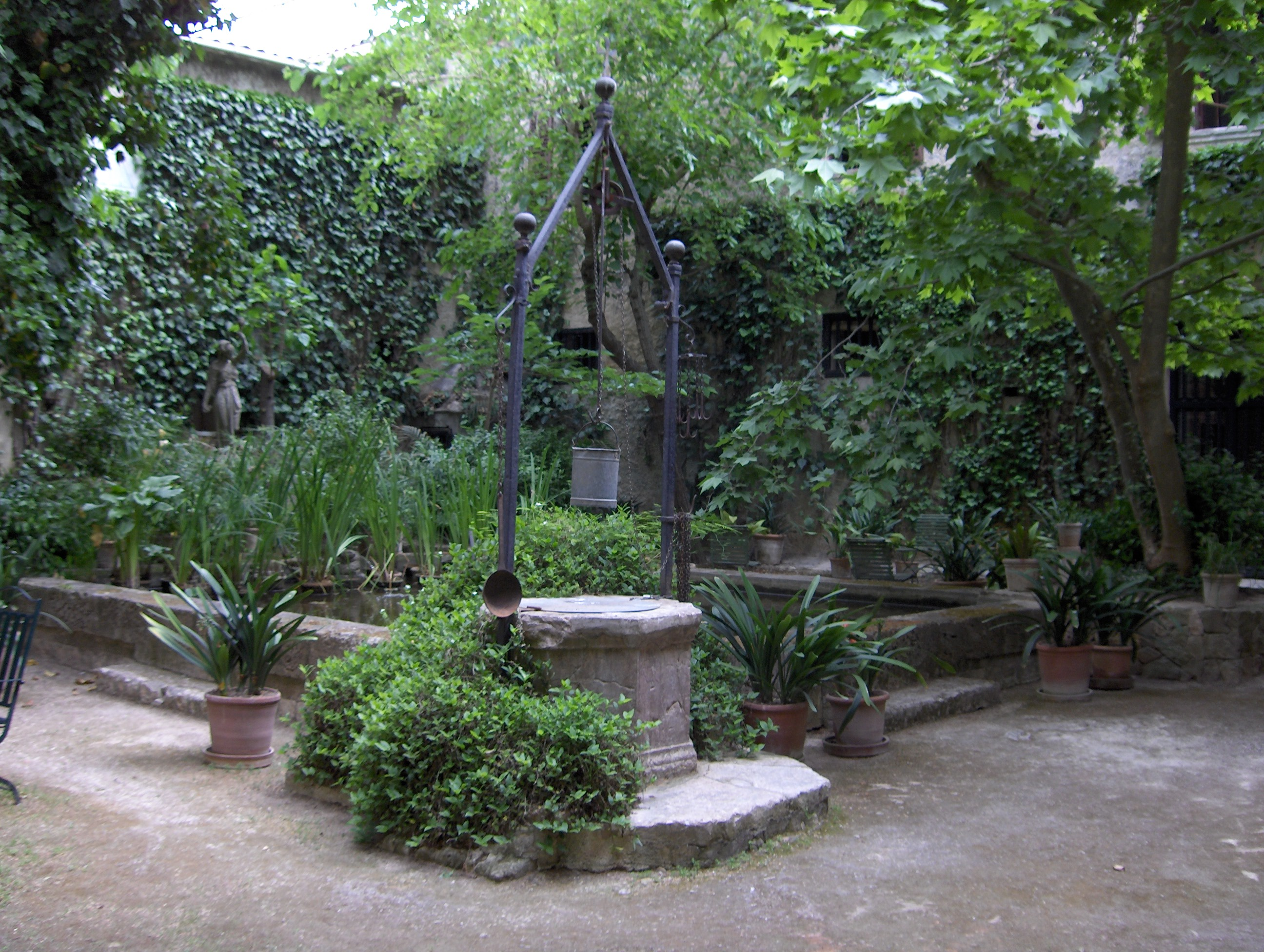
Der Innenhof

Bei dem Landhaus handelt es sich um ein drei Stockwerke hohes Gebäude aus gelbem Kalkbruchstein. Das Gebäude gilt als charakteristisches Beispiel für den mallorquinischen Landhausstil Finca rustica. Im Innenhof des Hauptgebäudes befindet sich ein Brunnen (cisterna), der auch noch heute frisches Wasser (fresquisima agua) liefert, wie im Buch Die Balearen des Erzherzogs Ludwig Salvator bereits erwähnt wurde.
Zur Gesamtanlage gehören neben dem Hauptgebäude mit über 20 Räumen mehrere Nebengebäude, Stallungen und Felder. In den Vieh-, Pferde- und Geflügelställen werden einheimische Tiere gehalten; unter anderem das schwarze Schwein porc negre, aus dem die mallorquinische Wurstspezialität sobrassada hergestellt wird. Außerdem gibt es verschiedenen Werkstätten: eine Schmiede mit historischen Werkzeugen, eine Schreinerei, ein Backhaus, eine große Scheune und die Wäscherei, in der die Kleidung gewaschen und Stoffe gefärbt wurden.
In der Kornkammer der Anlage werden verschiedene Früchte und Getreidesorten des Landsitzes gelagert: unter anderem Kichererbsen, Pferdebohnen, Bohnen, Mandeln und Mais. Außerdem werden verschiedene historische Arbeitsgeräte und Werkzeuge gezeigt. Die Maschinen wurden seinerzeit mit dem ersten Einzylinder-Petroleum-Motor auf Mallorca angetrieben. Dieser Motor wurde zur Stromerzeugung verwendet und später zum Antrieb der Kornmühle.

### Räumlichkeiten

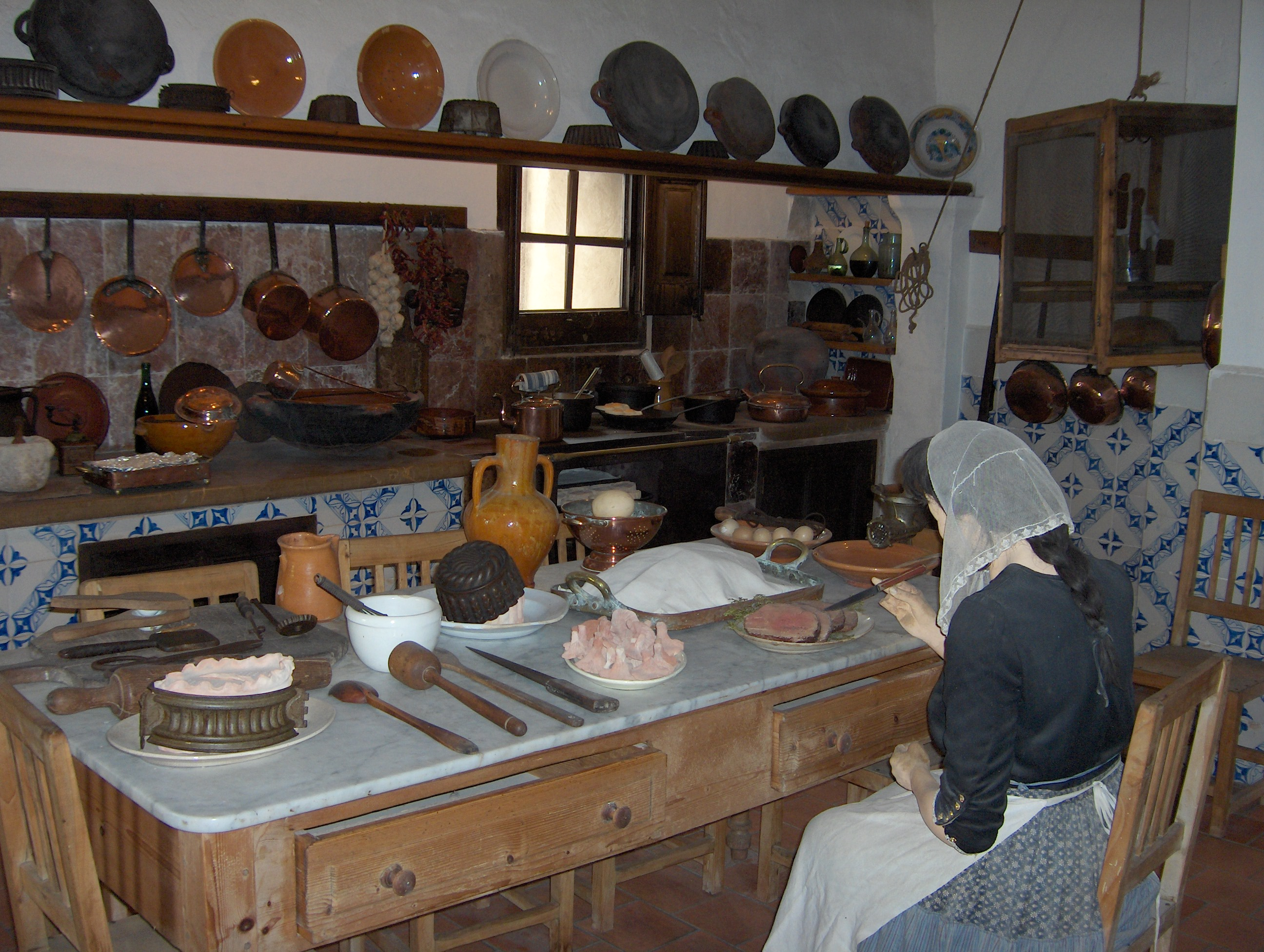
Die Küche

Das Gebäude verfügt über einen Weinkeller. Der Weinanbau war zunächst die wichtigste Einnahmequelle des Hauses. Doch nachdem der Weinbau Anfang des 19. Jahrhunderts von der Reblaus (Phylloxera) befallen wurde, was zur Vernichtung der Weinstöcke führte, wurden die meisten Weinanbaugebiete gerodet und durch Weizenfelder ersetzt, sodass der Getreideanbau von da an die wichtigste Einnahmequelle darstellte. Heute wagen die Winzer wieder einen neuen Anfang; der selbstangebaute Wein kann von Besuchern probiert werden. 
Das Musikzimmer ist im klassizistischen Stil eingerichtet. Viele Details weisen auf die traditionellen Musikinstrumente von Mallorca hin, wie zum Beispiel auf die kurze mallorquinische Flöte, flaviol genannt, die nur mit einer Hand gespielt wird. Neben vielen anderen nur auf Mallorca verwendeten Instrumenten hat auch der Geigenbau auf der Insel eine lange Tradition. Vor 200 Jahren genossen die Musikinstrumentenbauer einen internationalen Ruf.

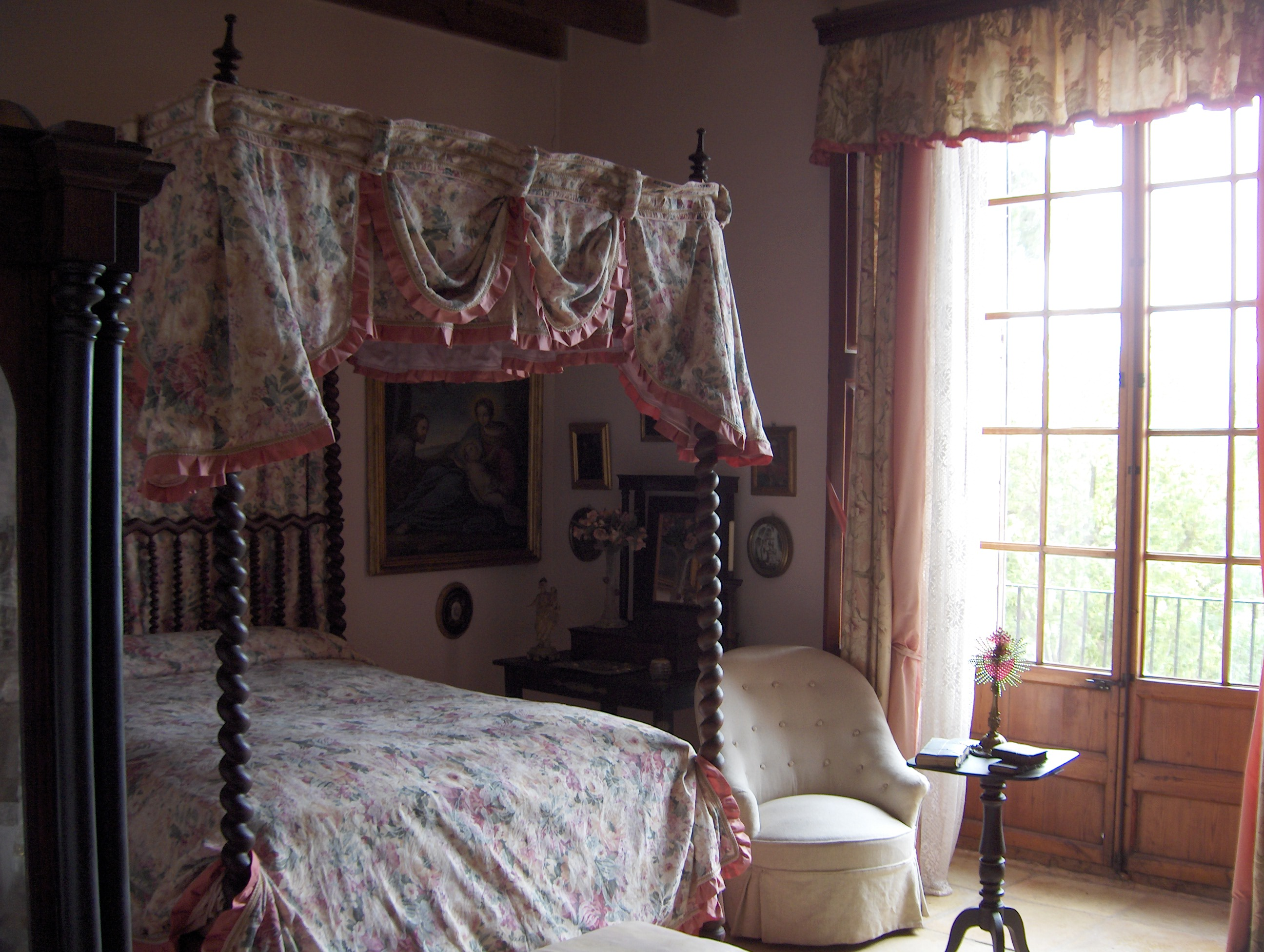
Das Schlafgemach

Das Schlafzimmer ist mit einem Himmelbett ausgestattet, das als typisches Beispiel für ein klassisch-mallorquinisches Bett gilt. Diese Mahagonimöbel stammen meist aus der für die Möbelproduktion auf Mallorca bekannten Stadt Manacor. Zu diesen seit Jahrhunderten überlieferten Möbeln gehört der canterano, eine Kommode mit drei Schubladen, die außen reich mit Intarsien verziert ist.